# Cúria Hostília

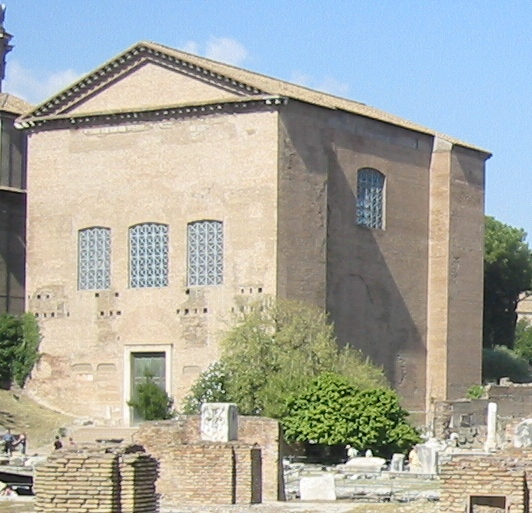
Aspecte actual

La Cúria Hostília fou la seu preferida del senat romà al seu temps. Fou construïda per ordre del rei Tul·li Hostili, del qual va rebre el seu nom durant els primers anys. Des del segle I aC se la va anomenar Cúria Júlia en honor de Juli Cèsar. Actualment es conserven les seves restes dins del Fòrum Romà, al costat de la Basílica Emília, ambdues separades pel carrer Argilètum.

## Història
Aquesta cúria va ser construïda al Fòrum romà, per ordre del tercer rei de Roma Tul·li Hostili i va ser el lloc preferit de les reunions del senat. Els altres llocs de reunió en aquell temps (segle viii aC) eren: el temple de Júpiter Stator i el temple de Bel·lona, però a diferència d'aquests la seva funció exclusiva era les reunions del senat. Ocupava el lloc d'un antic temple etrusc que s'havia construït per commemorar la pau entre sabins i romans. Com que amb el temps el temple estava malmès, el rei Tul·li el va fer reconstruir i des de llavors va portar el seu nom.

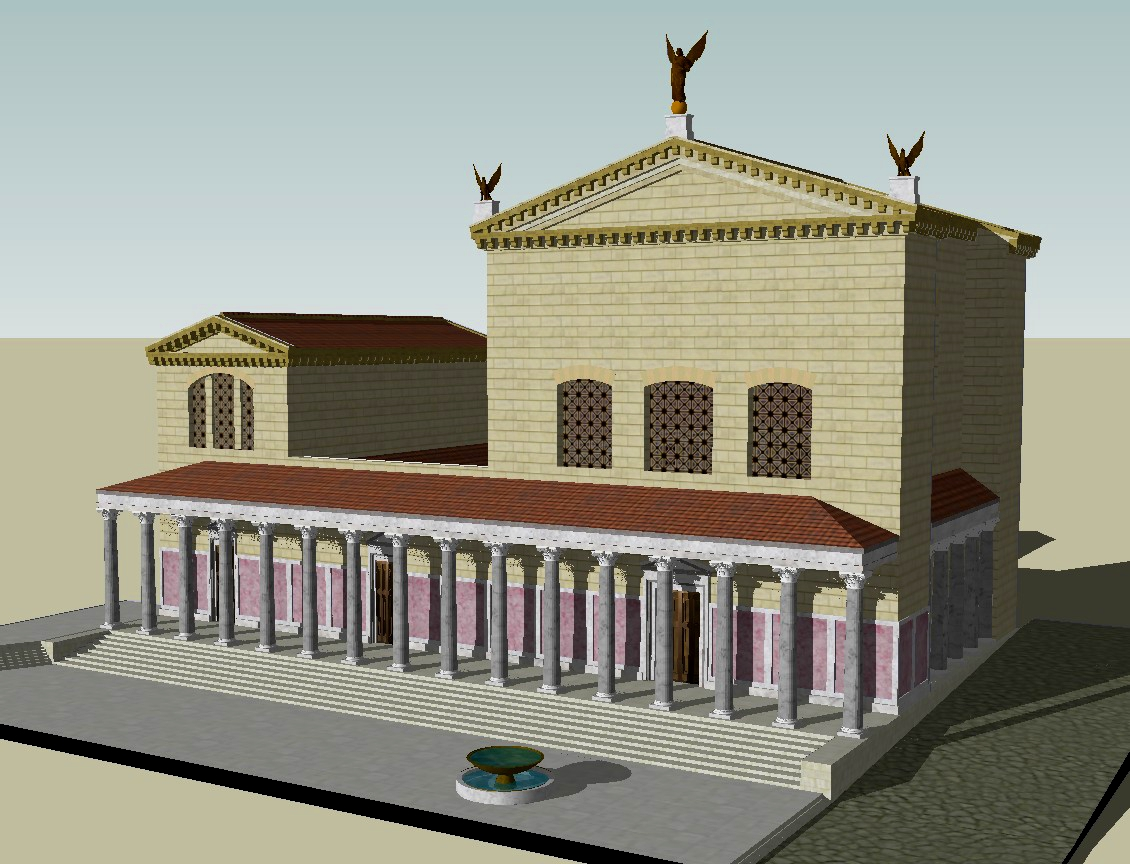
Aspecte que devia tenir en temps d'August

En diverses fonts documentals de l'antiguitat es deia que a la façana de la Cúria estava exposada la Tabula Valeria, un dibuix que representava la victòria de Mani Valeri Màxim Corví Messal·la sobre Hieró II, el rei de Siracusa i els cartaginesos, l'any 263 aC. Plini diu que aquesta va ser la primera pintura d'aquesta mena que va tenir la ciutat. Un altre aspecte en què coincideixen els historiadors és que estava situada de forma annexa al Comitium a la banda nord. Segons Stambaugh, la cúria estava construïda lleugerament elevada sobre el nivell del terra i els esglaons d'entrada els podien fer servir per seure la gent que volia sentir els discursos que es feien al comitium.
La Cúria es va incendiar l'any 52 aC durant els funerals de Publi Clodi Pulcre. D'aquesta manera, fou reconstruïda quasi al mateix lloc per ordre de Juli Cèsar, motiu pel qual, d'ençà es va dir Cúria Iulia, en honor d'aquell emperador, però les obres no es van acabar fins a l'any 29 aC en temps d'August.

## Cúria Júlia

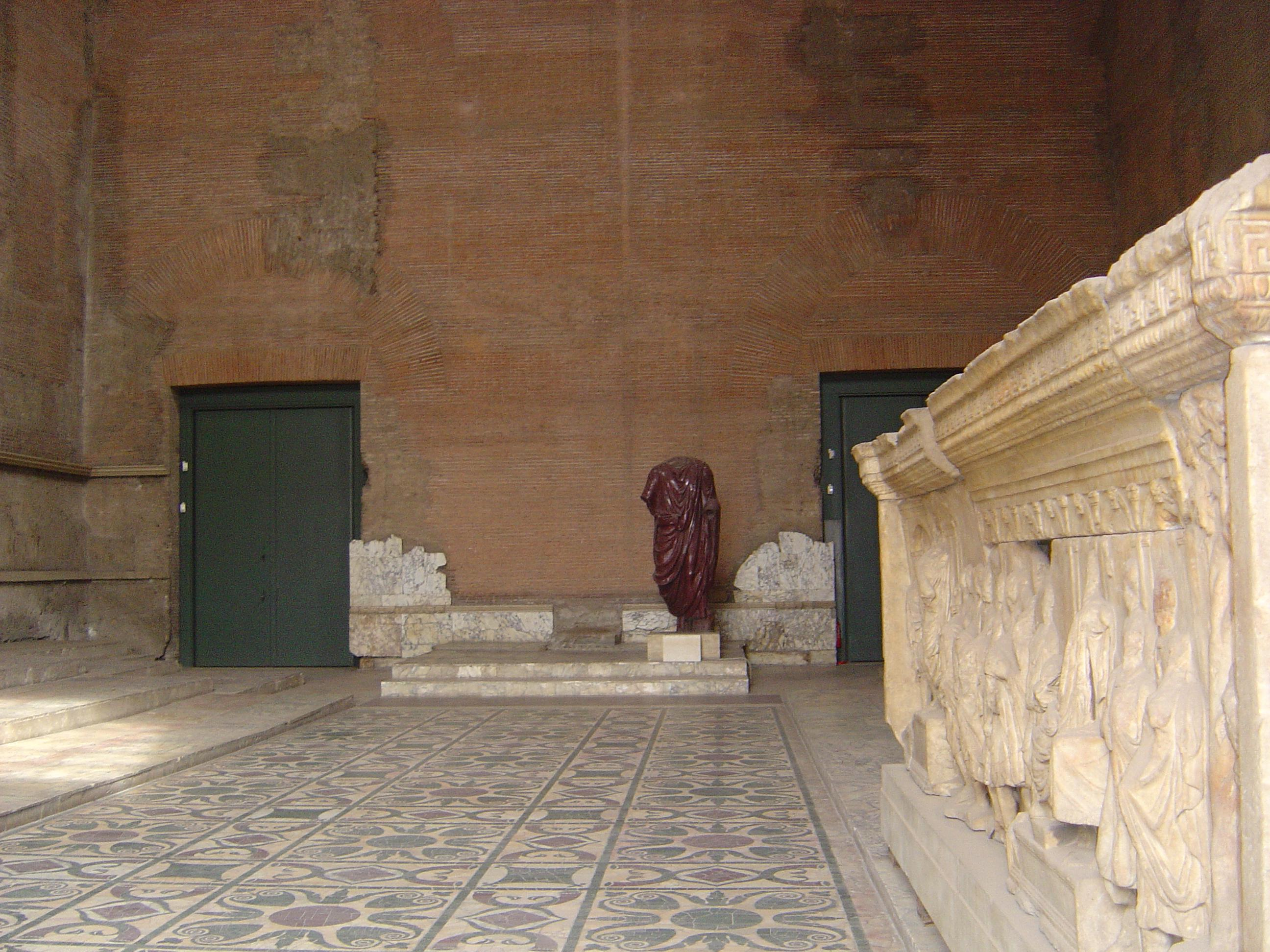
Interior

L'any 283 un incendi va tornar a destruir l'edifici i l'emperador Dioclecià va manar la reconstrucció. Novament destruït pel foc, va ser refet en temps de l'emperador Carí, seguint els plànols de Dioclecià.
Al segle vii el papa Honori I la va transformar en una església, però l'aspecte actual és semblant al que tenia en temps de Dioclecià, ja que s'ha restaurat seguint el model d'aquell temps.
Té una planta de 18 per 21 metres i fa 21 m d'alçada. El gruix relativament feble dels murs, amb l'excepció dels contraforts als angles de l'edifici, permeten excloure la hipòtesi d'una antiga cobertura en forma de volta i es creu que sempre va tenir una teulada que reposava sobre un entramat de fusta. Darrere d'aquesta sala hi havia una segona sala, probablement destinada a reunions privades i una tercera sala anomenada el chalcidicum o Atrium Minervae,que va ser un afegit de Domicià. La façana de maons estava recoberta de marbre i d'estuc i anava precedida d'un pòrtic. Les portes eren de bronze i van ser traslladades a la Basílica de Sant Joan del Laterà a mitjan segle xvii.

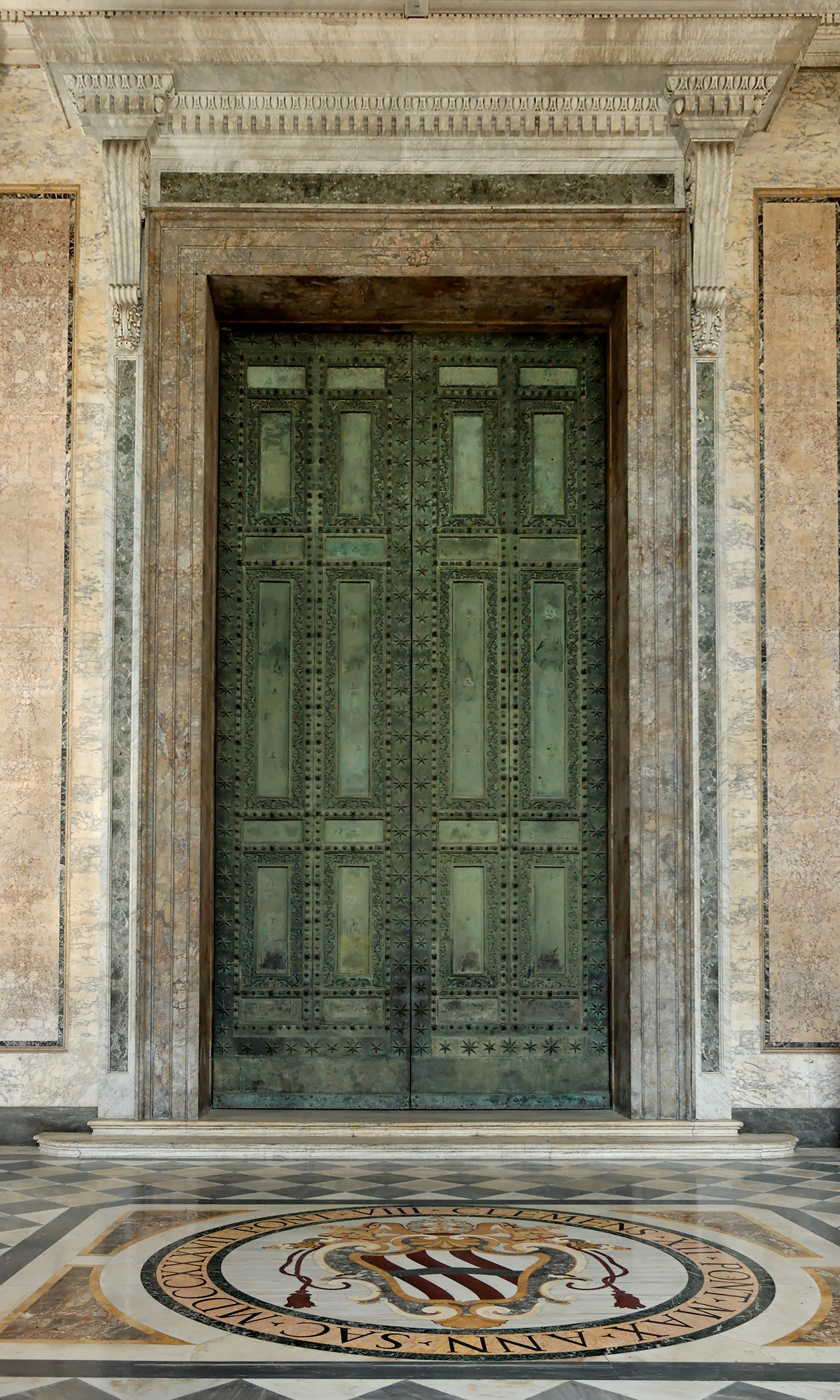
Les portes originals de la cúria Júlia.

A l'interior, el terra estava pavimentat amb marbres policroms, amb el mètode de l'opus sectile. Les parets interiors també estaven cobertes amb marbre i decorades amb tres fornícules envoltades de columnes decoratives d'alabastre. Els senadors s'asseien a una banda i l'altra a les Sella curulis que estaven sobre tres nivells. Al fons hi havia un petit podi, que es creu que servia de base a una estàtua de la Victòria, que l'emperador August havia fet portar des de Tàrent. Dues portes menaven a un petit pati envoltat de columnes. Allà es va trobar una estàtua de pòrfir representant un home vestit amb la toga, però sense cap ni braç els quals devien estar fets amb una peça de pedra afegida que s'ha perdut. La qualitat de l'execució i la riquesa de la pedra fan suposar que devia ser l'estàtua d'un emperador, potser Trajà o Hadrià. En aquest pati també es va descobrir una base que portava una inscripció en honor d'Aeci.